# Восьмитысячники

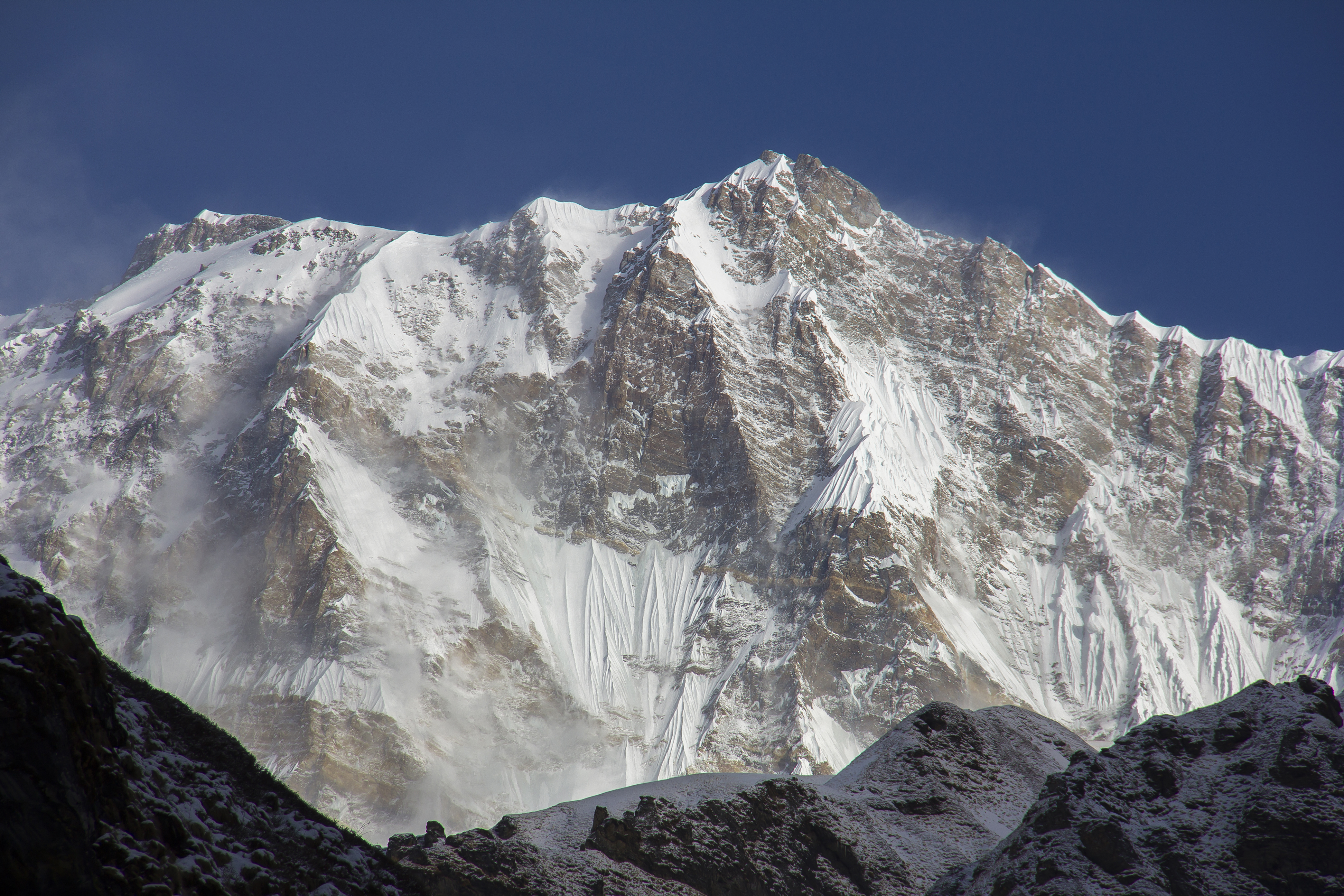
Аннапурна — первый восьмитысячник, на который было совершено восхождение

Восьмитысячники — горные вершины, высота над уровнем моря которых превышает 8000 метров. К ним относят 14 главных вершин их горообразующих массивов, хотя по топографии и с точки зрения привлекательности для альпинизма этих вершин значительно больше.
Восхождение на все 14 восьмитысячников планеты является большим достижением в высотном альпинизме. По данным на конец 2024 года, это удалось лишь 49 альпинистам (44 мужчинам и 5 женщинам).

## География
Все 14 восьмитысячников мира находятся в Южной Азии на территории Непала, Китая (Тибетский автономный район), Индии и Пакистана (спорный Кашмир).
10 восьмитысячников расположены в Гималаях, 4 — в Каракоруме.

## Список
Список восьмитысячников по убыванию высоты:
| Место | Изображение | Вершина                      | Высота, м | Хребет           | Горная система | Страна          | Год покорения |
| ----- | ----------- | ---------------------------- | --------- | ---------------- | -------------- | --------------- | ------------- |
| 1     |             | Джомолунгма (Эверест)        | 8848      | Махалангур-Химал | Гималаи        | Непал, Китай    | 1953          |
| 2     |             | Чогори (K2)                  | 8614      | Балторо Музтаг   | Каракорум      | Пакистан, Китай | 1954          |
| 3     |             | Канченджанга                 | 8586      | Канченджанга     | Гималаи        | Непал, Индия    | 1955          |
| 4     |             | Лхоцзе                       | 8516      | Махалангур-Химал | Гималаи        | Непал, Китай    | 1956          |
| 5     |             | Макалу                       | 8485      | Махалангур-Химал | Гималаи        | Непал, Китай    | 1955          |
| 6     |             | Чо-Ойю                       | 8201      | Махалангур-Химал | Гималаи        | Непал, Китай    | 1954          |
| 7     |             | Дхаулагири                   | 8167      | Дхаулагири       | Гималаи        | Непал           | 1960          |
| 8     |             | Манаслу                      | 8156      | Манаслу          | Гималаи        | Непал           | 1956          |
| 9     |             | Нангапарбат                  | 8126      | Нангапарбат      | Гималаи        | Пакистан        | 1953          |
| 10    |             | Аннапурна                    | 8091      | Аннапурна        | Гималаи        | Непал           | 1950          |
| 11    |             | Гашербрум I (Хидден-пик, К5) | 8080      | Балторо Музтаг   | Каракорум      | Пакистан, Китай | 1958          |
| 12    |             | Броуд-Пик (К3)               | 8051      | Балторо Музтаг   | Каракорум      | Пакистан, Китай | 1957          |
| 13    |             | Гашербрум II (К4)            | 8035      | Балторо Музтаг   | Каракорум      | Пакистан, Китай | 1956          |
| 14    |             | Шишабангма                   | 8027      | Лангтанг         | Гималаи        | Китай           | 1964          |

## История восхождений
Первым покорённым восьмитысячником стала Аннапурна. В 1950 году на её вершину поднялись французские альпинисты Морис Эрцог и Луи Лашеналь.
Победа над первым восьмитысячником развеяла миф о недоступности вершины такой высоты и явилась сигналом для альпинистов многих стран в стремлении «не опоздать» в совершении первовосхождений на восьмитысячники. За последующие 5 лет было покорено 6 гигантов: Джомолунгма (альпинисты Новой Зеландии и Непала), Нангапарбат (Герман Буль из Австрии), Чогори (альпинисты Италии), Чо-Ойю (альпинисты Австрии), Канченджанга (альпинисты Великобритании) и Макалу (альпинисты Франции).
В последующие годы это стремление нарастало.
К традиционным экспедициям таких стран с развитым альпинизмом, как Австрия, Аргентина, Великобритания, Новая Зеландия, Франция, ФРГ и Швейцария, добавились восходители Индии, Италии, Китая, США, Японии, а позднее — Болгарии, Венгрии, Греции, Ирландии, Польши, Румынии, Чехословакии, Югославии, Южной Кореи и, наконец, СССР, Казахстана, России и Украины.
Первыми людьми, покорившими в 1953 году высочайший восьмитысячник планеты Джомолунгму, стали непальский шерпа Тенцинг Норгей и новозеландец Эдмунд Хиллари.
Значимой целью для альпиниста является завоевание «Короны Земли» — покорение всех 14 восьмитысячников планеты. На 2019 год это удалось 41 альпинистам (39 мужчинам и 2 женщинам).
Первым человеком, покорившим (1970—1986) все 14 восьмитысячников планеты, стал итальянский альпинист Райнхольд Месснер.
Вторым стал польский альпинист Ежи Кукучка, причём сделал это за рекордно короткий срок — 8 лет (1979—1987), этот рекорд продержался 26 лет. 20 мая 2013 года его побил южнокорейский альпинист Ким Чан Хо, поднявшийся на 14 вершин за 7 лет, 10 месяцев и 6 дней. 29 сентября 2018 года достижение южнокорейского альпиниста превзошла 42-летняя китаянка Ло Цзин Чэн — 6 лет, 11 месяцев и 25 дней. Она же стала пятой женщиной в списке восходителей на «14х8000». По данным непальских СМИ от 3 октября 2018 года, в этот же день новый рекорд установила ещё одна китаянка: Дун Хун Цзюань, которая прошла все восьмитысячники ровно за 6 лет. Однако спустя неделю после сообщений о новых рекордах достижения китайских альпинисток были поставлены под сомнение.
Первым альпинистом из стран СНГ, покорившим (2000—2009) все 14 восьмитысячников мира (главные вершины), причём без применения кислорода, стал казахстанский альпинист Денис Урубко.
Первой женщиной, покорившей все восьмитысячники, стала О Ын Сон из Республики Корея. Она стала 21-й в списке альпинистов, покоривших все восьмитысячники. Среди претенденток быть первой на всех восмитысячниках были: австрийка Герлинде Кальтенбруннер, испанка Эдурне Пасабан и итальянка Нивес Мерой. О Ын Сон ворвалась в гонку в 2010 году после успешного восхождения на Гашербрум. Для завершения программы 14×8000 ей не хватало только Аннапурны, которую она покорила 27 апреля 2010 года. Эдурне Пасабан отстала от неё на 20 дней, взойдя 17 мая 2010 года на свой последний восьмитысячник — Шишабангма. Тем не менее она вправе претендовать на пальму первенства среди женщин, так как есть серьёзные сомнения в том, что О Ын Сон достигла вершины Канченджанги. В гонке была также другая известная южнокореянка Мисс Гоу, которая погибла при спуске с Нангапарбата.
24 мая 2019 года непальский альпинист Нирмал Пурджа установил мировой рекорд в альпинизме, пройдя шесть восьмитысячников (Аннапурна, Дхаулагири, Канченджанга, Эверест, Лхоцзе, Макалу) за 1 месяц и 1 день.
29 октября 2019 года он же установил новый уникальный мировой рекорд, пройдя все 14 восьмитысячников за 6 месяцев и 6 дней.
21 июля 2022 года непальский альпинист Сану Шерпа стал первым человеком, покорившим все 14 восьмитысячников дважды.

## Статистика смертности
Статистика смертности на 19 июня 2008, в какой-то степени отражающая сложность и опасность маршрутов при восхождениях на восьмитысячники:
| Гора         | Кол-во восхождений | Погибших на спуске | Смертность на спуске, % | Всего погибших | Смертность, % |
| ------------ | ------------------ | ------------------ | ----------------------- | -------------- | ------------- |
| Аннапурна    | 153                | 8                  | 5,23 %                  | 58             | 37,91 %       |
| Чогори (K2)  | 284                | 24                 | 8,45 %                  | 66             | 23,24 %       |
| Нангапарбат  | 287                | 5                  | 1,74 %                  | 64             | 22,30 %       |
| Канченджанга | 209                | 8                  | 3,83 %                  | 40             | 19,14 %       |
| Манаслу      | 297                | 4                  | 1,35 %                  | 53             | 17,85 %       |
| Дхаулагири   | 358                | 5                  | 1,40 %                  | 58             | 16,20 %       |
| Макалу       | 234                | 11                 | 4,70 %                  | 26             | 11,11 %       |
| Гашербрум I  | 265                | 7                  | 2,64 %                  | 25             | 9,43 %        |
| Шишабангма   | 274                | 3                  | 1,09 %                  | 23             | 8,39 %        |
| Эверест      | 3 684              | 56                 | 1,52 %                  | 210            | 5,70 %        |
| Броуд-Пик    | 359                | 5                  | 1,39 %                  | 19             | 5,29 %        |
| Лхоцзе       | 321                | 3                  | 0,93 %                  | 11             | 3,43 %        |
| Гашербрум II | 836                | 4                  | 0,48 %                  | 19             | 2,27 %        |
| Чо-Ойю       | 2 668              | 8                  | 0,30 %                  | 39             | 1,46 %        |
| Всего        | 10 229             | 151                | 1,48 %                  | 711            | 6,95 %        |

## Галерея восьмитысячников

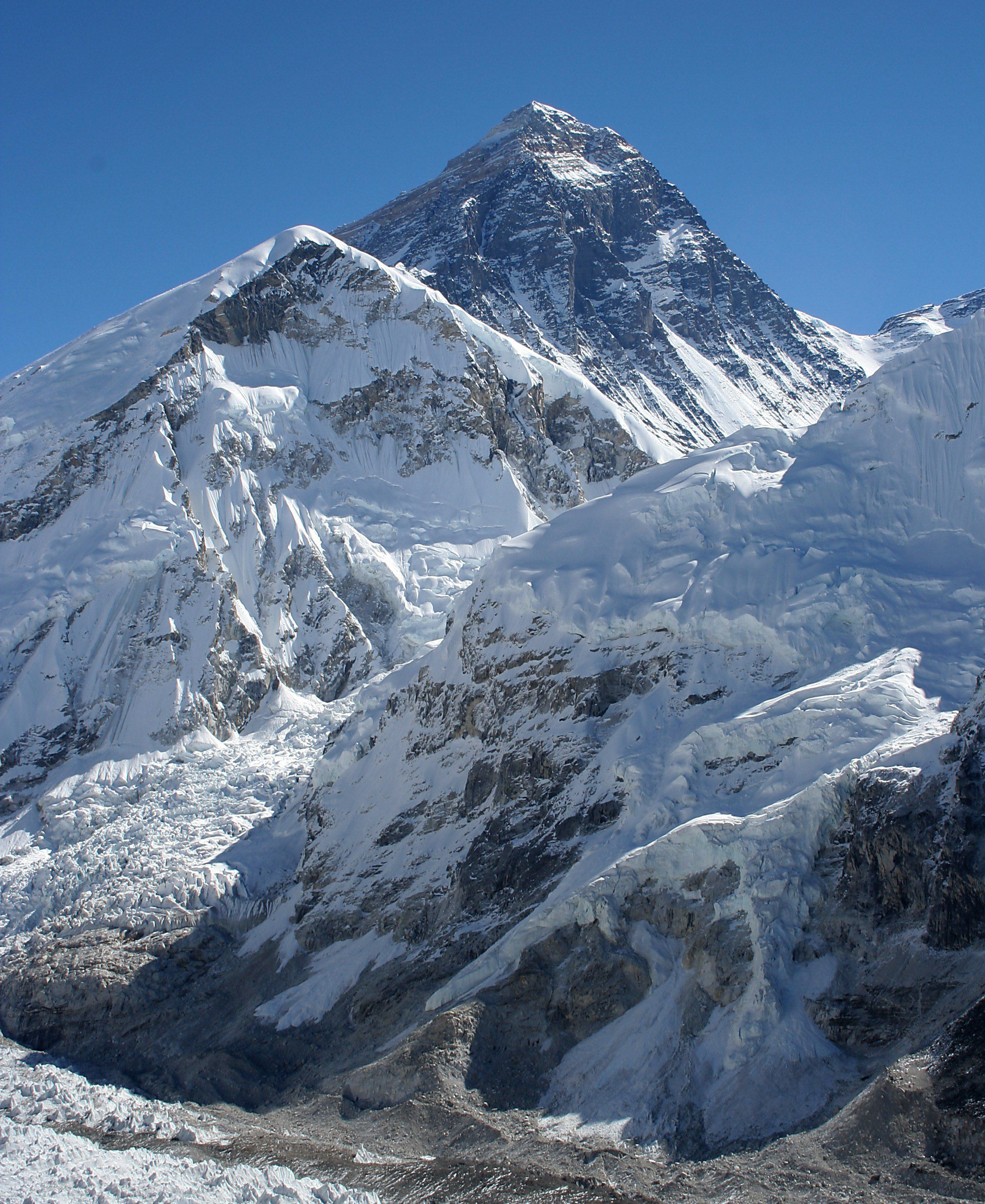
Джомолунгма (Эверест)
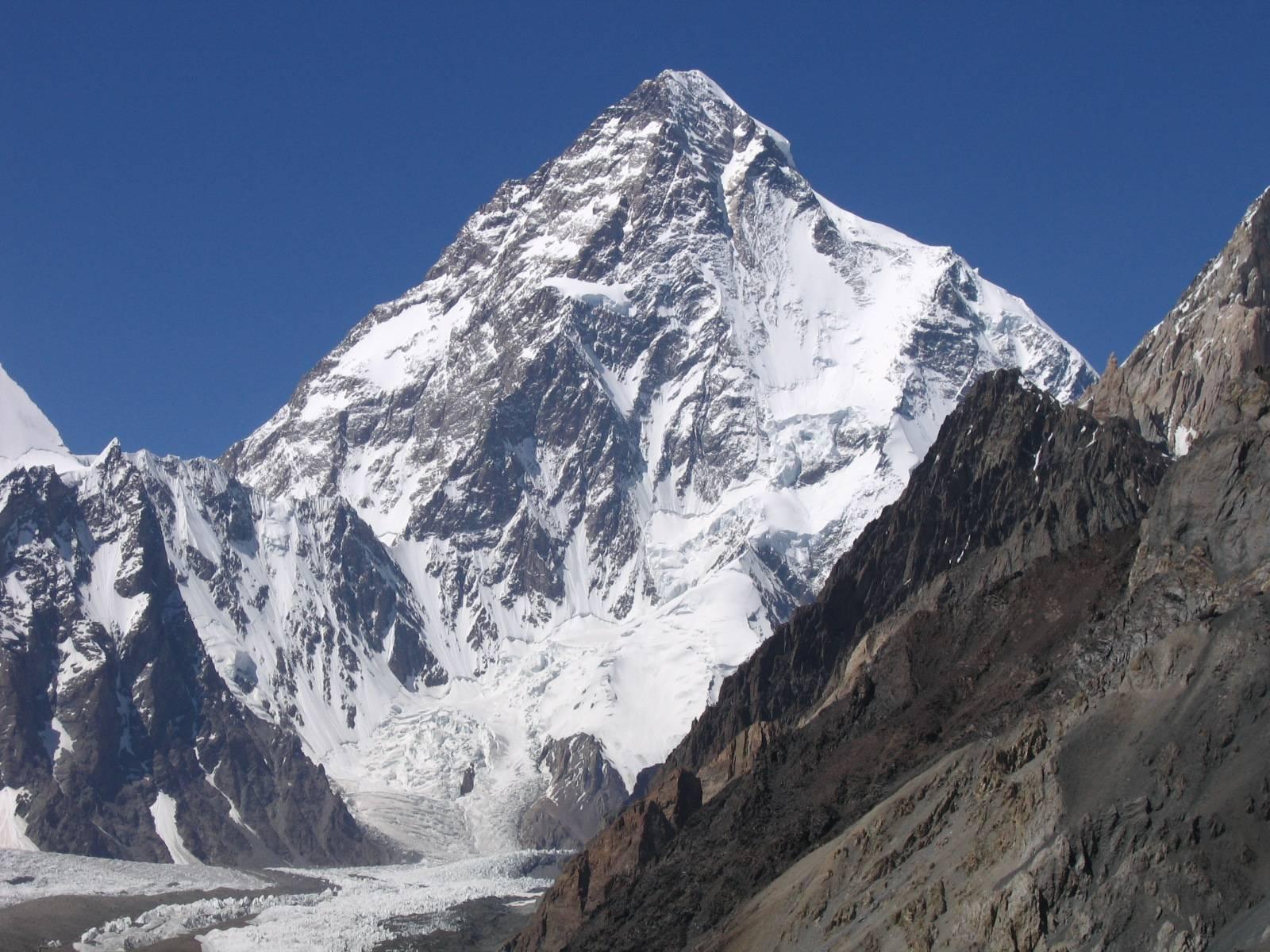
Чогори (К2)
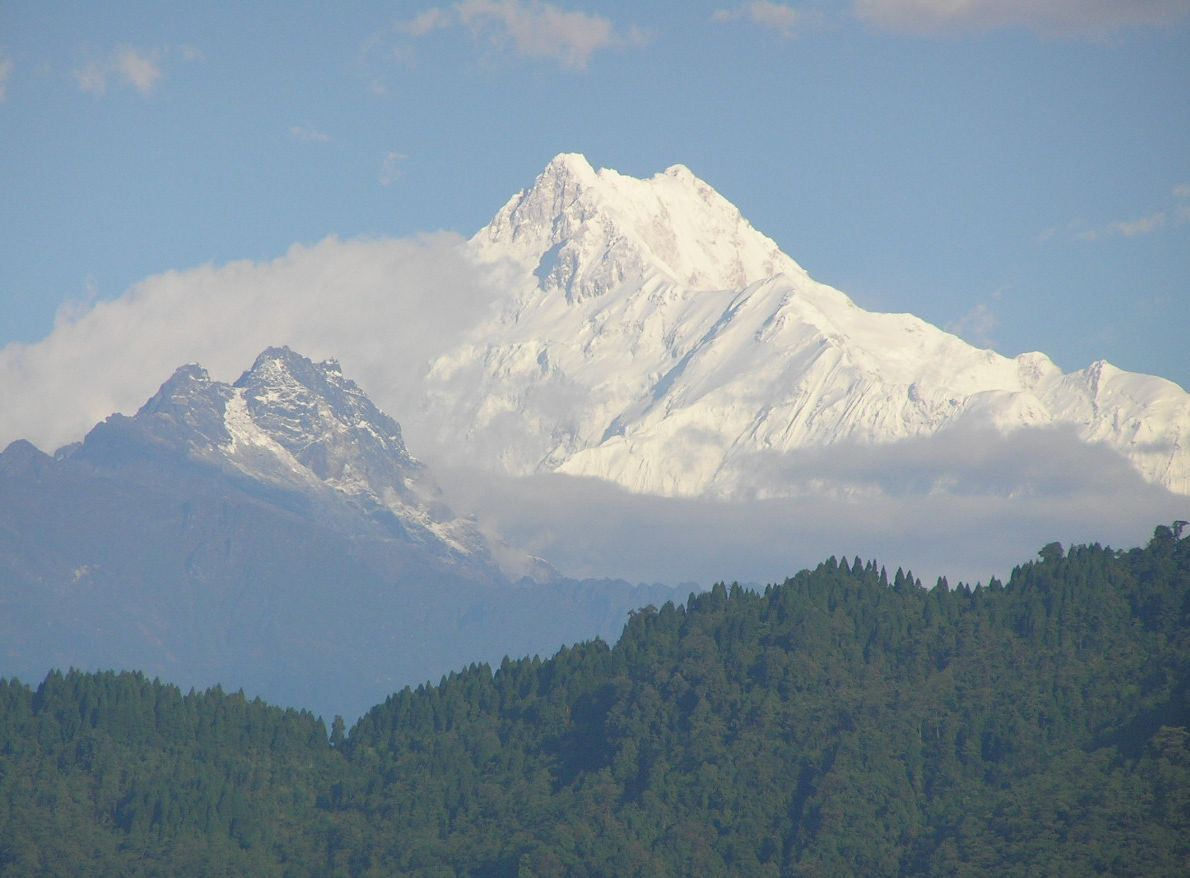
Канченджанга
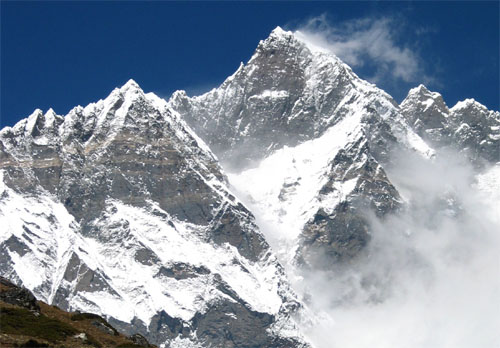
Лхоцзе
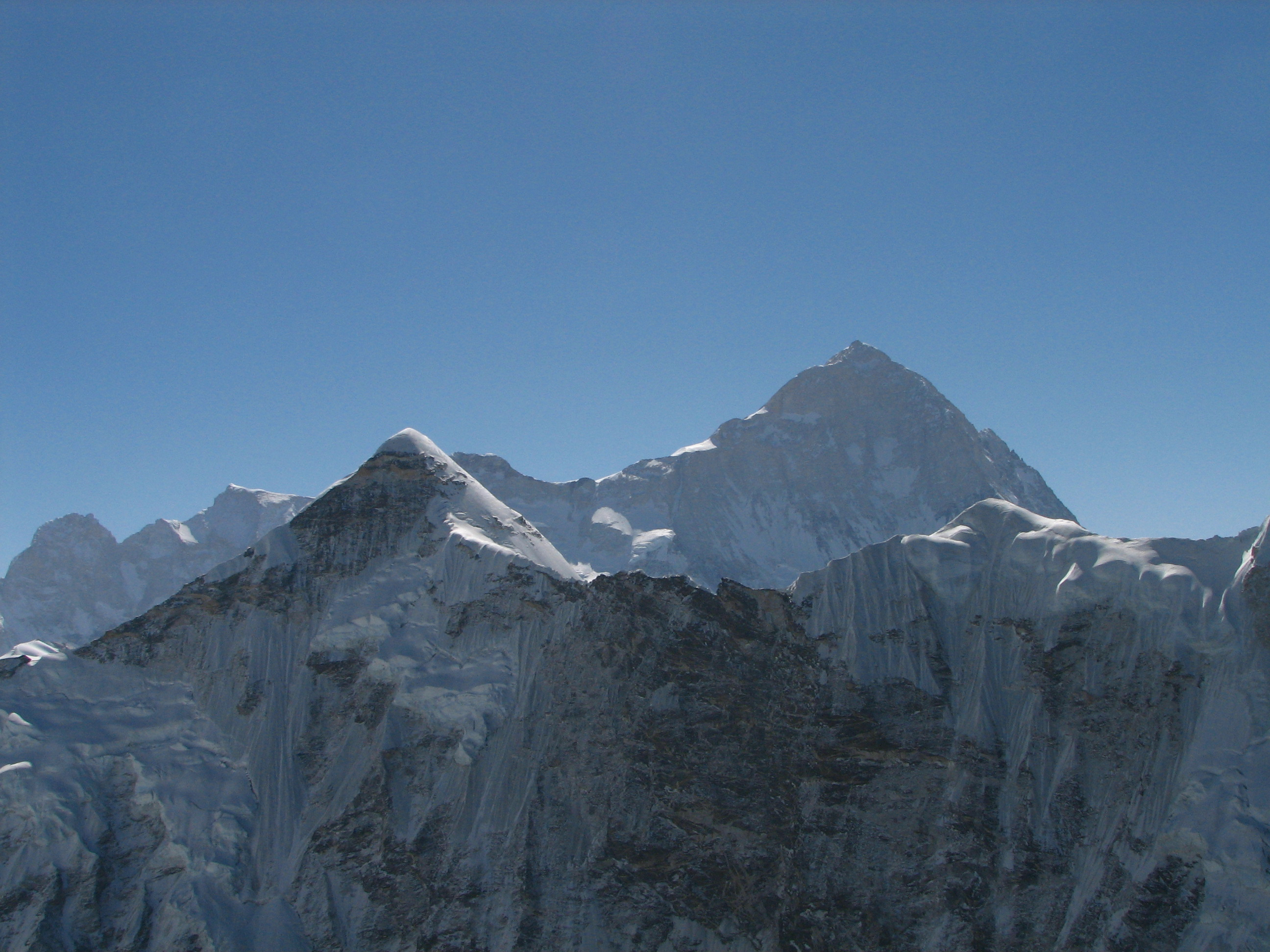
Макалу
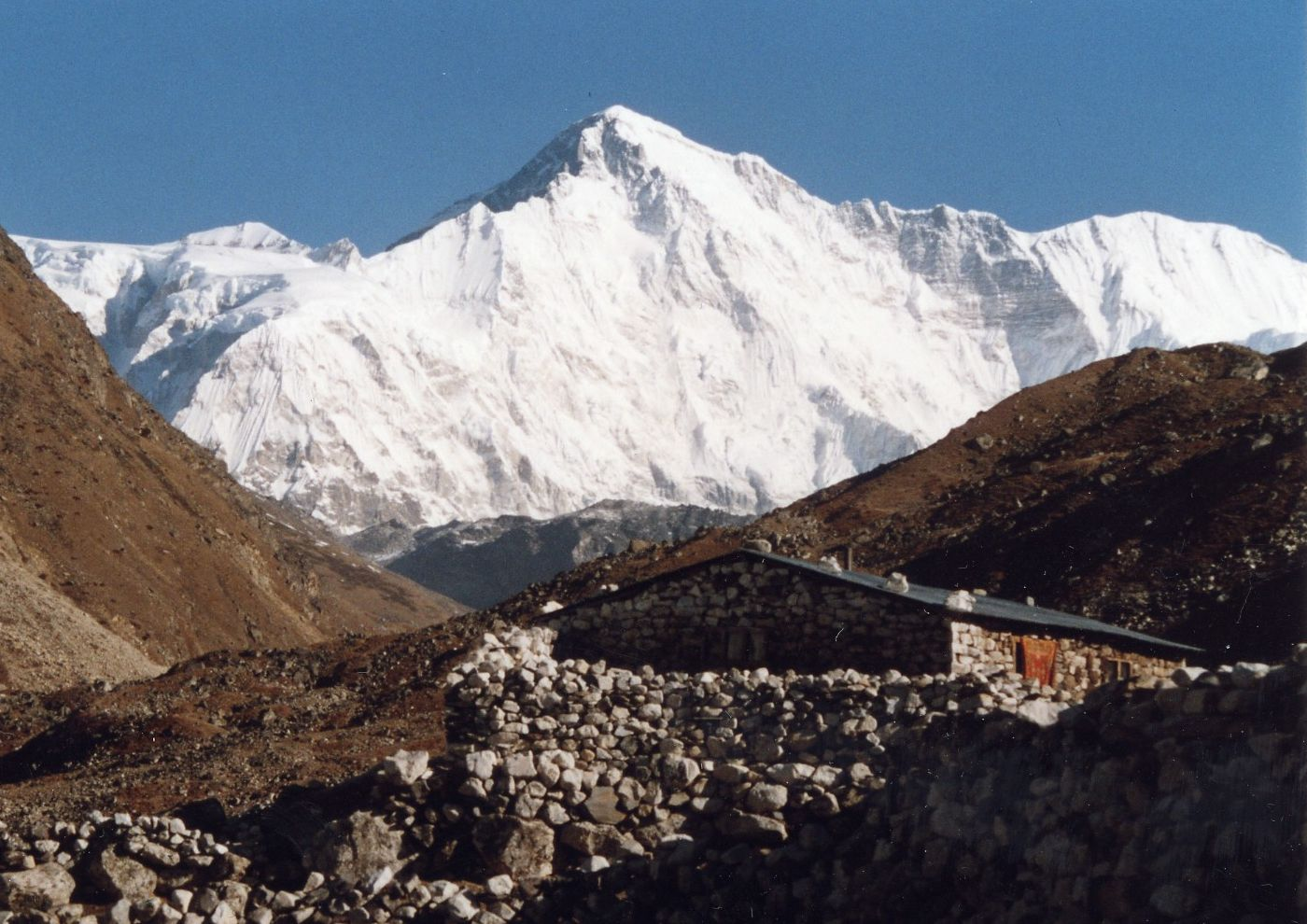
Чо-Ойю
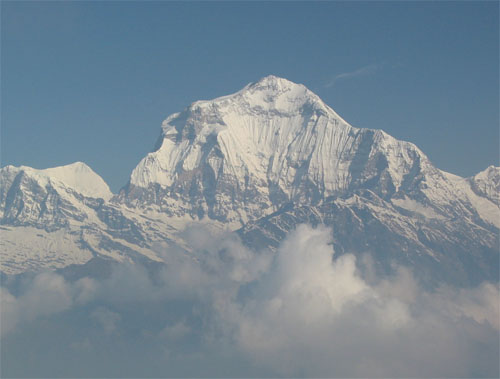
Дхаулагири
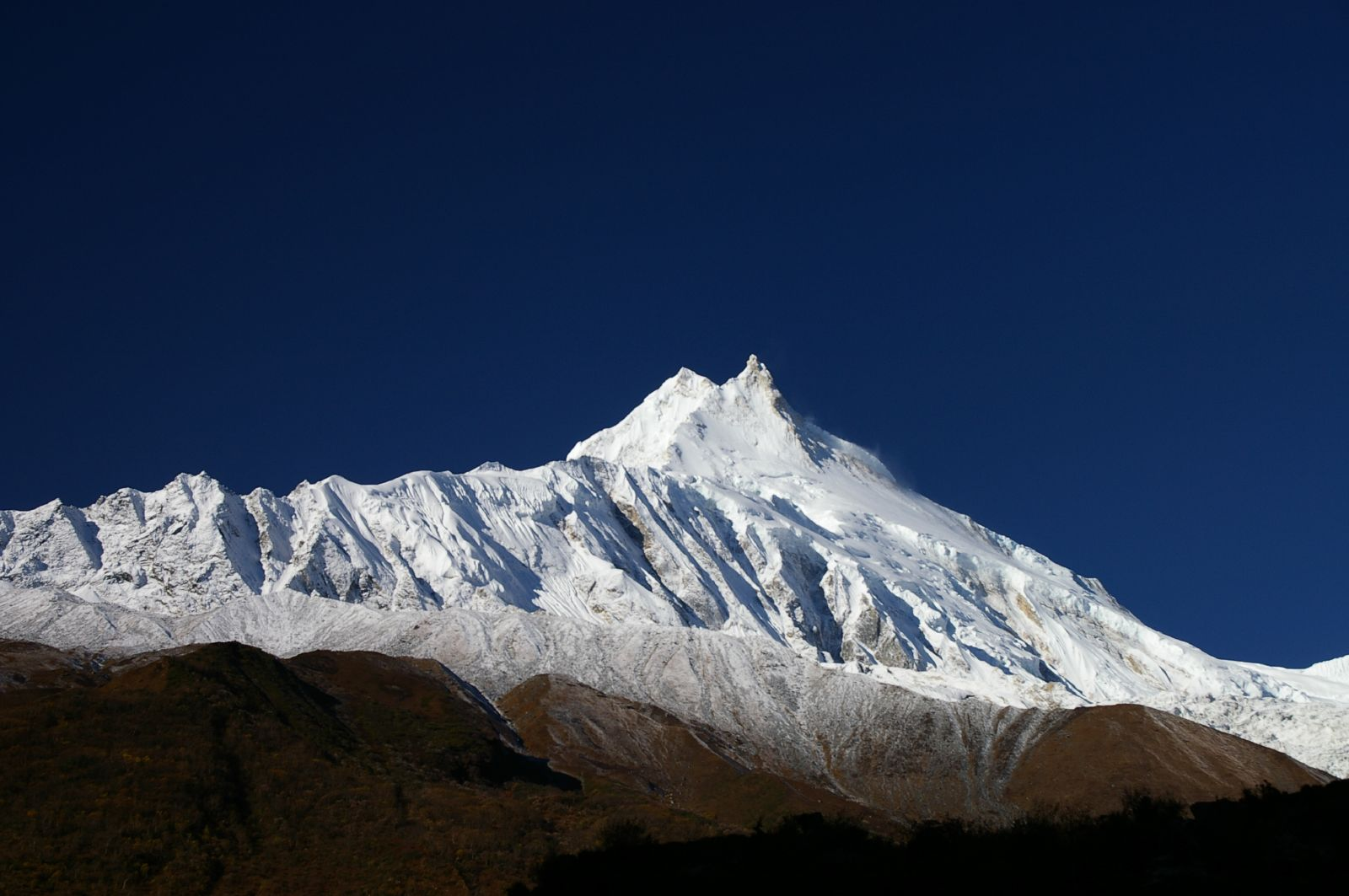
Манаслу
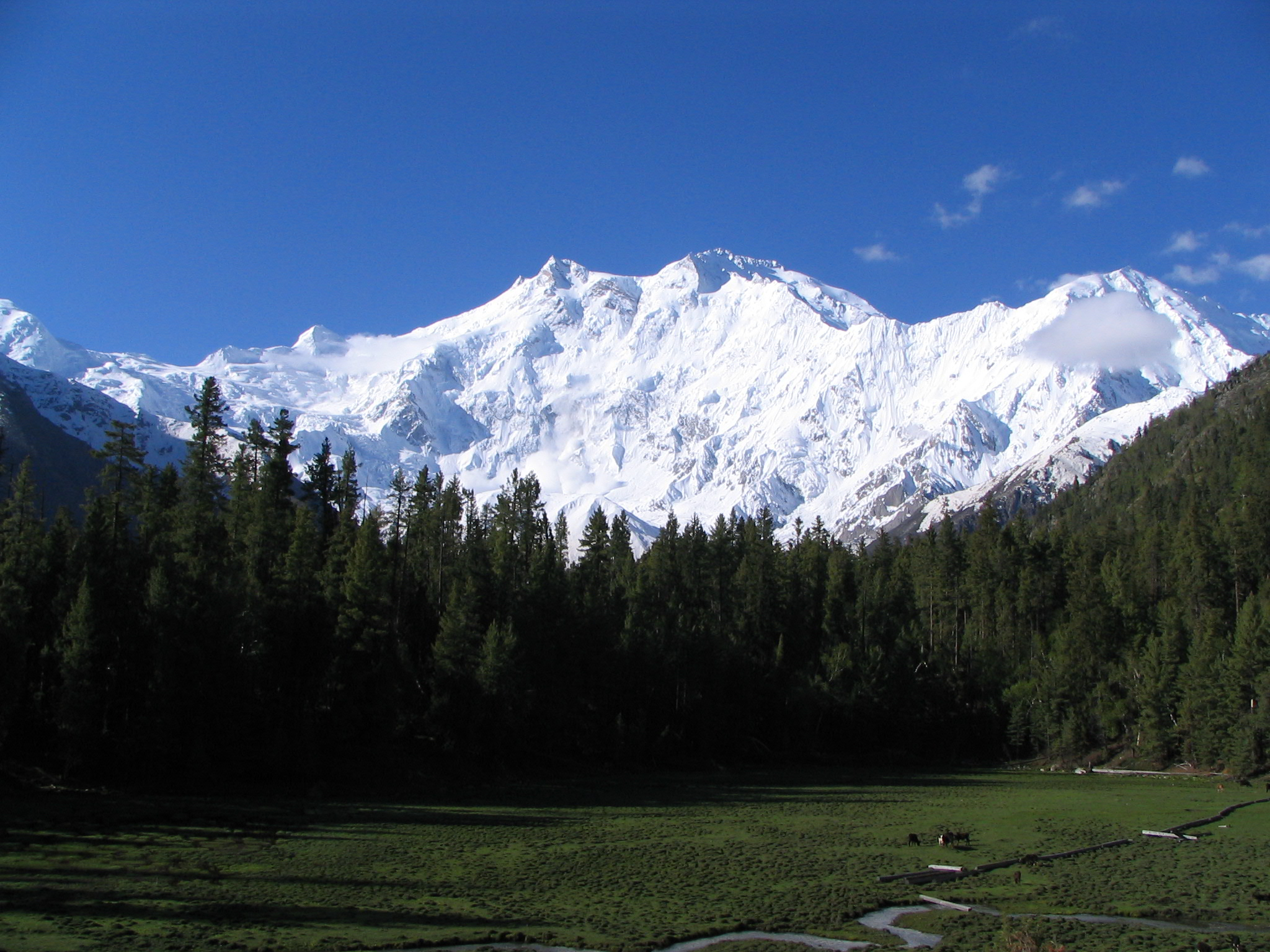
Нангапарбат
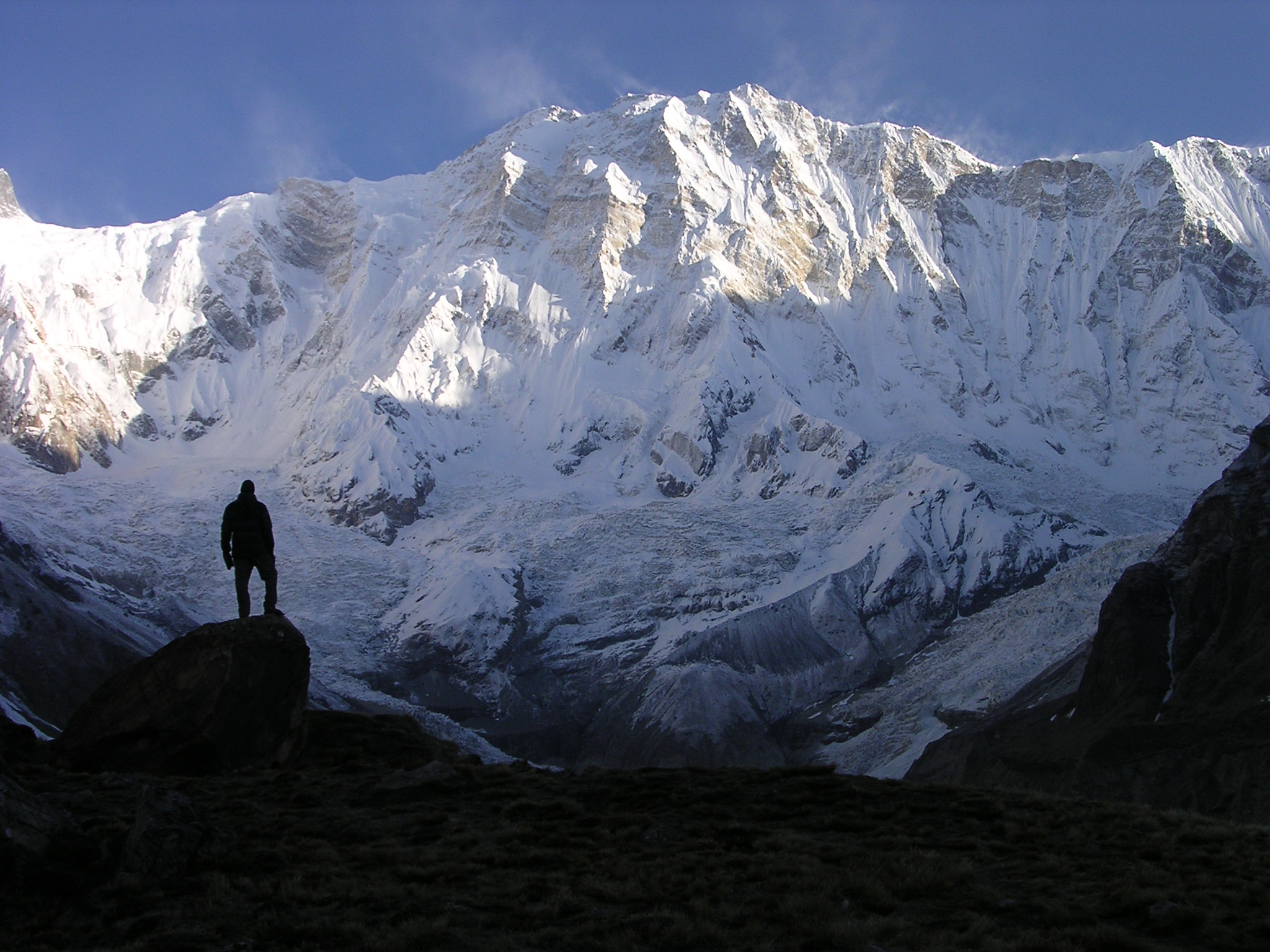
Аннапурна
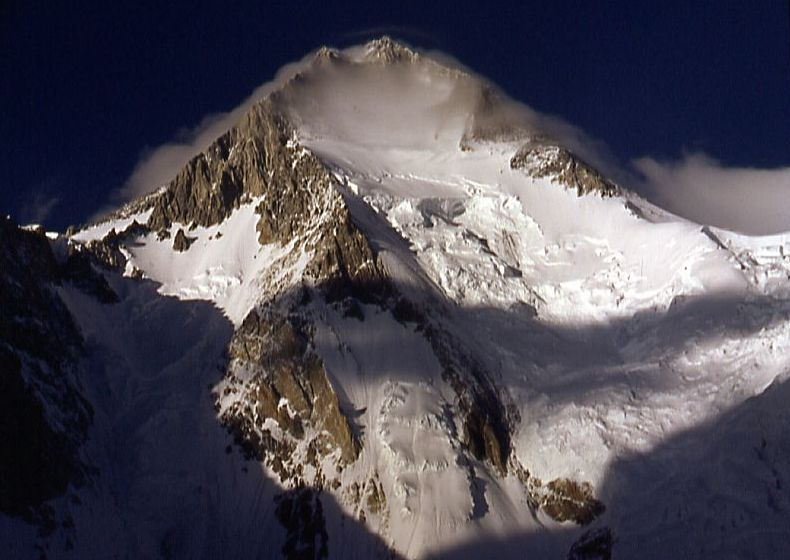
Гашербрум I
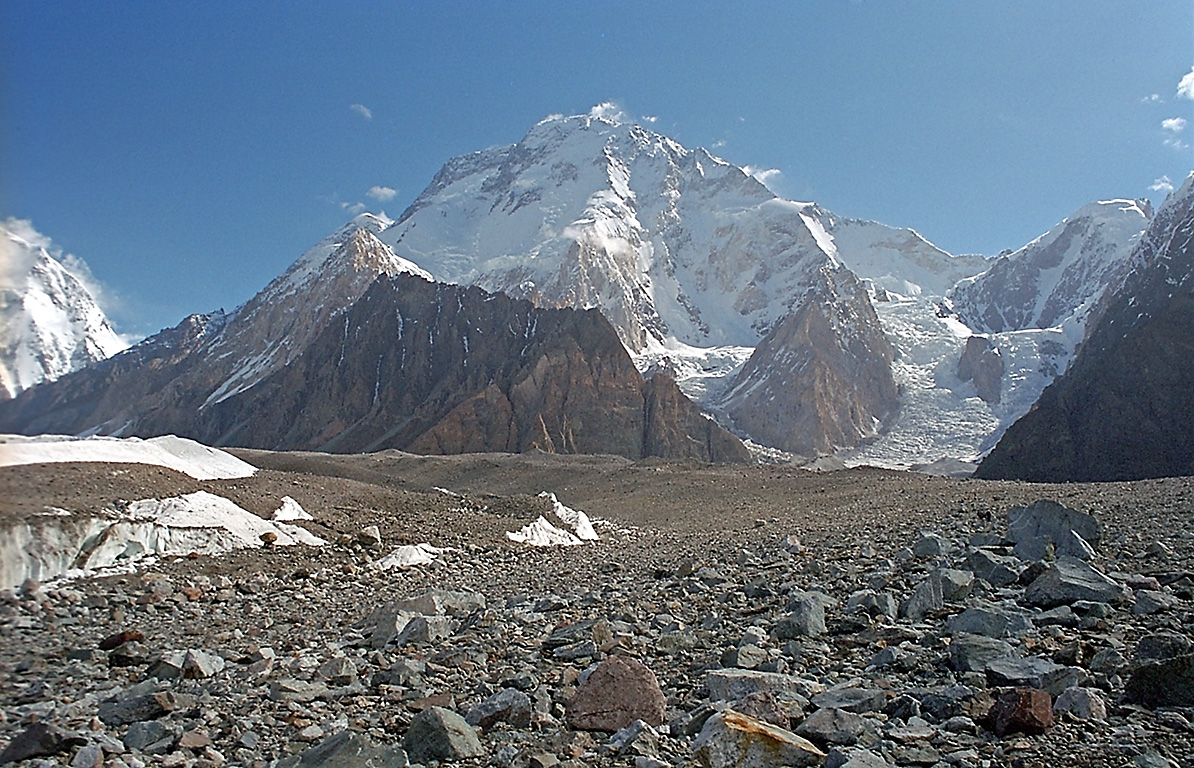
Броуд-Пик
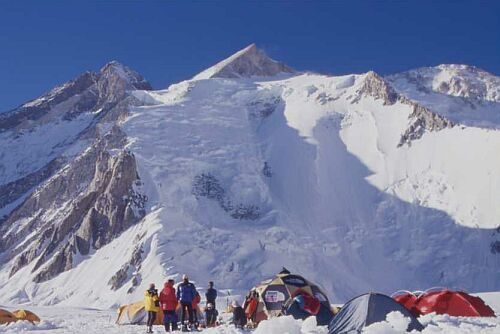
Гашербрум II
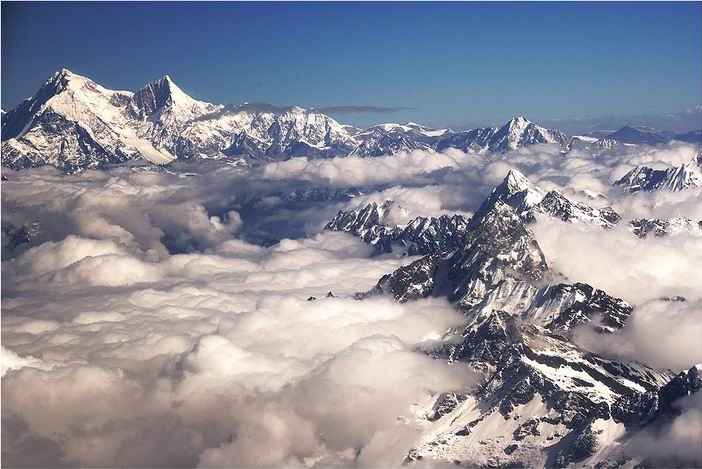
Шишабангма